# Ronda verda

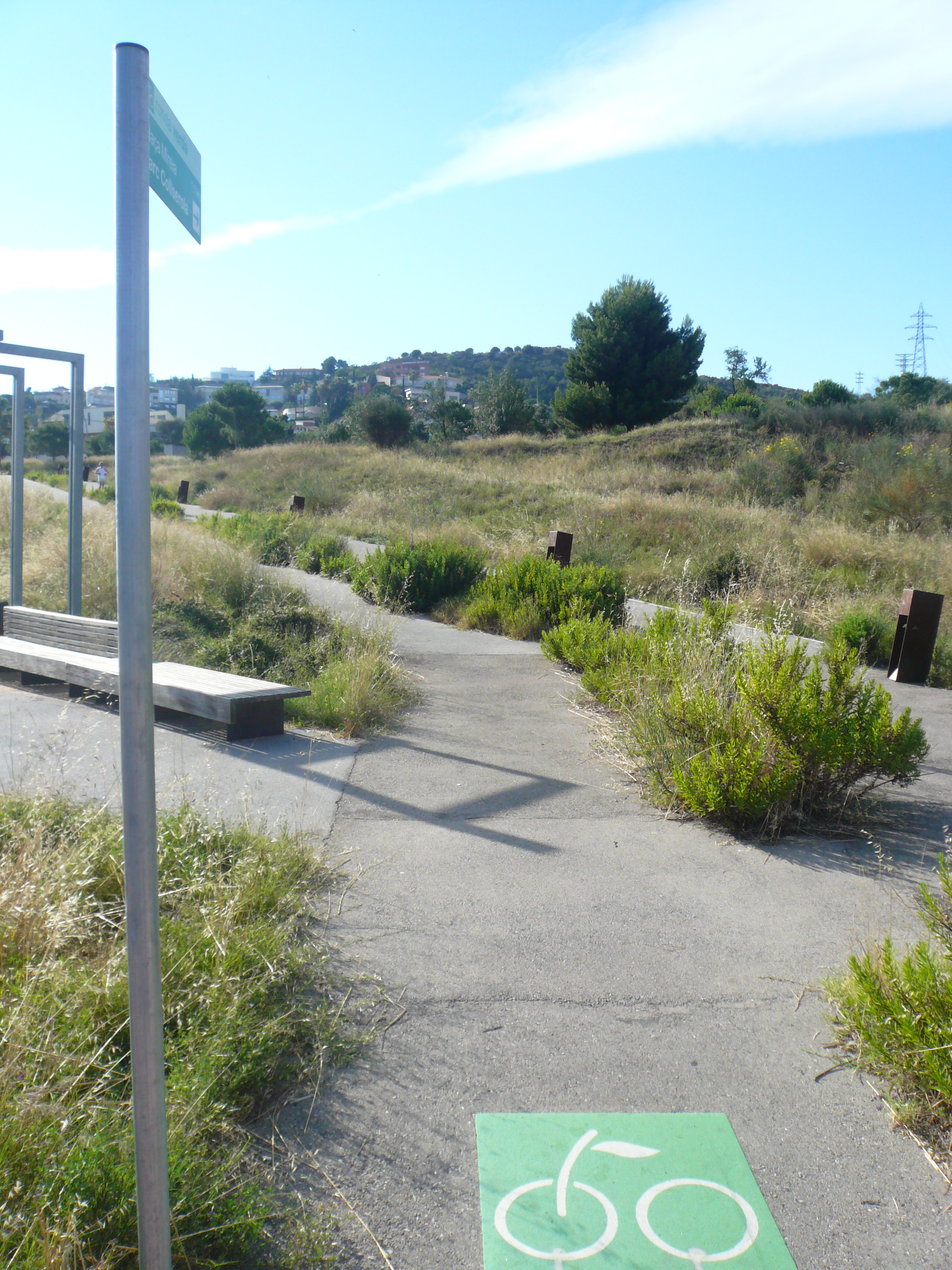
La Ronda Verda a Esplugues de Llobregat, pujant cap a la plaça Mireia

La Ronda Verda és un itinerari ciclista semi-urbà que circumval·la la ciutat de Barcelona passant també pels termes municipals de l'Hospitalet de Llobregat, Esplugues de Llobregat, Cerdanyola del Vallès, Montcada i Reixac, Santa Coloma de Gramenet i Sant Adrià de Besòs. També hi ha una variant que amplia la volta i incorpora la ciutat de Badalona.
La Ronda Verda està plantejada com un itinerari ciclista d'oci que transcorre per parcs, jardins i grans avingudes, però que també està integrada amb les xarxes ciclistes bàsiques dels municipis per on transcorre. El recorregut tindrà una senyalització uniforme on s'informarà de les connexions amb les xarxes locals i dels principals punts d'interès cultural.

## Sector Barcelonès Sud
S'inicia a la Gran Via al terme de l'Hospitalet i continua per les Rambles Marina i Just Oliveras. La pujada es fa més intensa a l'enllaç amb Esplugues i continua pujant la serra de Collserola fins a la rotonda de la plaça Mireia.

## SectorCollserola
Des de la plaça Mireia s'agafa el Passeig de les Aigües i es travessa tota la serra (passant pels termes municipals de Barcelona, Cerdanyola i Montcada i Reixac) fins a descendir fins a la llera del riu Besòs.

## Sector Besòs
Transcorre pel marge esquerre del riu Besòs (per Sant Coloma de Gramenet i Sant Adrià de Besòs) fins gairebé la seva desembocadura, on gira a la dreta per carrer Taulat fins a la zona del Fòrum.

## Sector Barcelonès Nord
És una variant que circumval·la la ciutat de Badalona. S'agafa des de la llera del riu Besòs i creuant Santa Coloma de Gramenet.

## Sector Litoral
Recorre tot el front marítim de Barcelona fins a la muntanya de Montjuïc on puja per la carretera de Miramar. Continua per l'avinguda de l'Estadi, fa una volta per la zona de la Foixarda i descendeix fins a creuar el passeig de la Zona Franca i gira a la dreta per trobar la Gran Via.